# Zora Pilić
Zora Pilić (Ždrimci, 3. svibnja 1962.) je bosanskohercegovačka znanstvenica, kemičarka.

## Životopis
Osnovnu školu i gimnaziju je završila u Uskoplju. Magistrirala je na Sveučilištu u Splitu, a doktorirala na Fakultetu kemijskog inženjerstva i tehnologije Sveučilišta u Zagrebu 2005. godine s temom Istraživanje biokompatibilnih modificiranih površina slitina u fiziološkoj otopini. Kao profesorica kemije radila je u uskopaljskoj srednjoj školi sredinom 1990-ih.
Na mostarskom Sveučilištu radi od 1997.godine. Osim na Fakultetu prirodoslovno-matematičkih i odgojnih znanosti (FPMOZ) predaje i na Agronomskom i prehrambeno-tehnološkom fakultetu (APTF), Medicinskom fakultetu i Fakultetu zdravstvenih studija. Na matičnom FPMOZ bila je pročelnica Studija kemija (2006. – 2010.), savjetnica je za razvoj studija (2010. – 2013.) te prodekanica za znanost i međunarodnu suradnju (2013. – 2019.). Osnivačica je laboratorija za elektrokemiju, prvog znanstvenog laboratorija na Fakultetu prirodoslovno-matematičkih i odgojnih znanosti. Surađivala je i s fakultetima u Sarajevu i Splitu.
Od 1998. godine upisana je u registru istraživača Ministarstva obrazovanja i znanosti Republike Hrvatske, a 2007. godine uvrštena je u Registar znanstvenog kadra Federacije Bosne i Hercegovine. Članica je Hrvatskog društva kemijskih inženjera i tehnologa (HDKI) i Hrvatskog društva za znanost i umjetnost.
U znanstvenom radu bavi se elektrokemijom: korozijom i zaštitom materijala.

## Djela
- Fizikalna kemija I, sveučilišni udžbenik, 2010.
- Zbirka zadataka iz fizikalne kemije, sveučilišni udžbenik, 2014.
- Praktikum iz fizikalne kemije, sveučilišni udžbenik, 2016.[2]